# Diebesfalle
Eine Diebesfalle wird in der Kriminalistik entweder ausgelegt, um bei einer großen Menge von möglichen Diebstahlverdächtigen einen Täter festzustellen, oder um an einem Ort, an dem schon wiederholt Diebstähle begangen worden sind, den Dieb oder die Diebe zu fassen. 
Als Nachweis werden chemische Substanzen auf das zu sichernde Objekt aufgetragen, die vom Täter, dessen Kleidung oder anderen Gegenständen angenommen werden und später chemisch nachgewiesen werden können. Als Chemikalien werden  Substanzen auf organischer Basis (Ninhydrin, Rhodamin B, Phenolphthalein) und anorganischer Basis (Silbernitrat) genutzt oder Künstliche DNA (im Zuge einer DNA-Eigentumsmarkierung) eingesetzt.
Soll ein Diebstahl von Benzin, Diesel oder Heizöl aufgeklärt werden, wird den Flüssigkeiten ein Indikator zugesetzt, der originär nicht in diesen Produkten enthalten ist.
Strafrechtlich stellt das Ergreifen des ausgelegten Objekts (sprich: aus Tätersicht der „Diebstahl“) keinen vollendeten Diebstahl nach § 242 StGB dar, weil der Fallenleger zur Überführung des Täters mit dem Gewahrsamswechsel am Tatobjekt einverstanden war (sprich: mit dem „Diebstahl“ einverstanden war). Nur die Sicherung der Beute durch den Täter soll nicht mehr erfolgen. 
Der Täter war jedoch zur Tat entschlossen, weswegen es am nötigen Vorsatz nicht fehlte. Da infolge des Einverständnisses aber eine strafrechtlich erhebliche Wegnahme der Sache, die unabdingbare Tathandlung eines Diebstahls, objektiv unmöglich ist, ist auf Strafbarkeit wegen eines untauglichen Versuchs zu erkennen.